# Marcin Sitarz (Skispringer)
Marcin Sitarz (* 12. Oktober 1978) ist ein ehemaliger polnischer Skispringer. Er wurde 1986 polnischer Meister mit seinem Verein Start Krokiew Zakopane.

## Werdegang
Sitarz gab sein internationales Debüt im Januar 1996 bei der Nordischen Junioren-Skiweltmeisterschaften 1996 im italienischen Asiago. Während er im Teamspringen den zwölften Platz erreichte, belegte er im Einzel von der Normalschanze den 47. Rang. Im März gewann er in Zakopane gemeinsam mit Wojciech Skupień und Krystian Długopolski den polnischen Meistertitel im Team.
Im Sommer 1996 erzielte Sitarz mit dem überraschenden zweiten Platz beim Continental-Cup-Springen in Zakopane sein bestes internationales Resultat seiner Karriere. Im November debütierte er im Weltcup, verpasste als Vierzigster jedoch die Punkteränge, die er nie erreichen sollte. Sitarz war für die Vierschanzentournee 1996/97 nominiert worden, doch konnte er aufgrund eines Trainingssturzes von der Schattenbergschanze in Oberstdorf nicht an ihr teilnehmen.
Die weiteren Jahre verliefen weitgehend erfolglos. Auch bei der Universiade 2001 erreichte er im Einzel nur die hinteren Ränge, wohingegen er mit dem Team Fünfter wurde. Sitarz beendete seine Karriere im Jahr 2002.

## Statistik

### Continental-Cup-Platzierungen
| Saison  | Platz | Punkte |
| ------- | ----- | ------ |
| 1996/97 | 111.  | 84     |
| 1997/98 | 195.  | 28     |